# Saints-Martyrs-des-Damnés
Pour plus de détails, voir Fiche technique et Distribution.
Saints-Martyrs-des-Damnés est un film d'horreur québécois réalisé par Robin Aubert, sorti en 2005.

## Synopsis
Le jeune journaliste Flavien Juste et le photographe Armand Despas se rendent à Saints-Martyrs-des-Damnés, petit village isolé du Québec, pour un reportage et une enquête sur de mystérieuses disparitions. Pendant la nuit, Armand disparaît de l'auberge où les deux hommes ont trouvé un hébergement. Flavien ne repartira pas sans savoir ce qui est arrivé à son meilleur ami.

## Fiche technique
- Titre original : Saints-Martyrs-des-Damnés
- Titre anglais : Saint Martyrs of the Damned
- Réalisation et scénario : Robin Aubert
- Musique : Yves Desrosiers
- Direction artistique : David Pelletier
- Costumes : Julie Charland
- Maquillage : Marie-France Guy
- Coiffure : Linda Comeau
- Photographie : Steve Asselin
- Son : Gilles Corbeil, Jean-Philippe Savard et Gavin Fernandes
- Montage : Michel Arcand
- Production : Roger Frappier et Luc Vandal
- Société de production : Max Films
- Sociétés de distribution : Christal Films, Les Films Séville
- Budget : 5,5 millions de dollars[1]
- Pays d'origine :  Canada
- Langue originale : français
- Format : couleur (Technicolor) — 35 mm — format d'image : 2,35:1 (VistaVision) — son Dolby numérique
- Genre : horreur
- Durée : 115 minutes
- Dates de sortie :
  - Canada : 10 septembre 2005 (première lors du Festival international du film de Toronto (TIFF))
  - Canada : 14 octobre 2005 (sortie en salle au Québec)
  - Canada : 28 février 2006 (DVD)
  - Pays-Bas : 23 avril 2006 (Festival du film fantastique d'Amsterdam)
  - France : 23 novembre 2006 (Semaine du cinéma du Québec à Paris)

## Distribution
- François Chénier : Flavien Juste / Clovis / Junior
- Isabelle Blais : « Tite-fille »
- Monique Mercure : Malvina 1
- Monique Miller : Malvina 2
- Patrice Robitaille : Armand Despas
- Alexis Martin : le garagiste
- Hubert Loiselle : Faustin
- Mathilde Lavigne : Mélanie Blackburn / Malvina (mère jeune)
- Alec Poirier : Quentin
- David Savard : « Méchant », fils du maire
- Renaud Lacelle-Bourdon : « Suiveux »
- Luc Senay : Barnabé
- Sylvie Boucher : Rosy
- André Lacoste : Émile, le quincailler
- Carl Hennebert-Faulkner : Médé
- Pierre Collin : Raoul Bosh
- Germain Houde : White
- Michel Forget : le maire
- Eve Aubert : Sylvie, blonde d'Armand
- Guy Vaillancourt : monsieur Desmarais
- France Labonté : madame Desmarais
- Alain Martel : l'homme-gorille
- Marc Boily : la drag queen
- Francine Pilote : la femme à trois seins
- Gérard Paradis : Adéoda Marquette
- Gisèle Trépanier : Malvina (mère agée)
- Barbara Arsenault : motarde / policière - jumelle 1
- Nancy Arsenault : motarde / policière - jumelle 2

## Distinctions

### Nomination
- 2006 : meilleure direction de la photographie pour Steve Asselin lors de la 8e soirée des prix Jutra